# Turma do Piteco
A Turma do Piteco é uma tira ambientada na pré-história criada pelo cartunista Mauricio de Sousa e publicada pela primeira vez em uma tira no jornal Diário de São Paulo em 1961.
A série teve muitos personagens marcantes, entre eles os protagonistas Piteco e Thuga presentes desde as primeiras tiras e também o dinossaurinho Horácio, que mais tarde teve as suas próprias tirinhas. Desde os anos 70, passou a ter suas histórias publicadas em gibis de outros personagens criados por Mauricio.

## Personagens

### Principais e recorrentes
- Piteco (1961): o protagonista, um típico Homo erectus solteirão e de bem com a vida que caça e pesca. A sua arma é uma clava, vive na aldeia de Lem (supostamente onde hoje situa-se a cidade paulista de Bauru) e cujo nome completo é Pithecanthropus Erectus da Silva (uma alusão ao antigo nome científico do Homem de Java, o nome científico atual sendo Homo erectus).

Piteco é um caçador destemido e corajoso, mas seu maior medo  é se casar com Thuga, por isso vive fugindo dos "planos infaliveis" que ela inventa para leva-lo ao altar. Mas mesmo nunca assumindo um compromisso com ela, Piteco fica enciumado sempre que outro homem mostra interesse em Thuga, além de entrar em desespero  quando ela finge nao ter mais interesse nele, como visto nas historias "O casamento de Thuga" (publicado em Cebolinha numero 137 da editora Globo), "Paqueras Pré-Históricas (Cebolinha numero 7, editora Globo), dentre outros. O que demonstra que no fundo ele ama Thuga, só nao o admite porque quer continuar solteiro.
Em histórias mais antigas, Piteco encontrou o ovo de onde nasceria o dinossaurinho Horácio, porém o animal arranjou confusão em Lem e foi expulso.
Até a época da Abril, Piteco carregava uma clava com um prego de metal – o que é bem curioso, considerando que nessa era o metal ainda não havia sido inventado. Essa clava acabou sumindo a partir da época da editora Globo.
Existe também entre alguns fãs uma teoria de que Piteco possa ser o ancestral da Monica, devido a algumas similaridades físicas entre eles (como o cabelo em formato de banana e a roupa vermelha) mas isso no entanto nunca foi confirmado.
- Thuga (1961): uma mulher gordinha pré-histórica muito romântica e sonhadora. É solteira e seu maior sonho é  casar-se com Piteco, mas ele quase nunca corresponde ao seu amor porque quer ficar para sempre solteirão. Foi criada logo na segunda tira, desde sempre perseguindo o seu amado aventureiro caçador – sendo considerada o personagem feminino mais antigo criado por Mauricio (criada antes mesmo de Mônica). Ocasionalmente tem a companhia de seu tio ganancioso Glunc e de sua amiga Ogra.
- Tio Glunc (1963): tio de Thuga. Um velho ganancioso, mesquinho, interesseiro, que quer saber apenas de se tornar rico e ganhar dinheiro fácil à custa dos outros. É preconceituoso, odeia pobres e quer distância deles. Não suporta Piteco e a todo custo tenta casar sua sobrinha com um solteirão rico para que possa ser sustentado por ambos;
- Bolota (1967): o melhor amigo de Piteco, um rapaz magro e narigudo que sofre ainda de calvície. Ao contrário de Piteco, é casado e tenta convencer o amigo a também casar-se.

### Secundários
- Pedrosa: amigo de caçadas e pescarias de Bolota e Piteco. Bonachão e um tanto sujinho, acredita-se ser um ancestral de Cascão;
- Ogra (1963): amiga feia de Thuga, que ora ajuda-a a "caçar" Piteco ora tenta arranjar um namorado a si mesma;
- Zum e Bum (1970): dois irmãos gêmeos idênticos fora-da-lei estúpidos, que sempre falham em seus delitos;
- o juiz de paz: frequentemente chamado por Thuga ou pelo tio Glunc para realizar o casamento adequado;
- Vartolo: amigo de Piteco, de caça e pescarias;
- Beleléu (1991): um primo de Piteco, e um físico esquisito da aldeia. Por mais úteis que possam parecer seus inventos, os cidadãos consideram-no um doido.

## Histórico

### Criação e trajetória dos personagens
A Turma do Piteco foi publicada pela primeira vez em uma tira de jornal publicada pelo Diário de São Paulo no dia 9 de maio de 1961. Mauricio cita como influências as tiras de aventura de Tarzan e as tiras cômicas do Brucutu, tal qual Brucutu, Piteco vive na Idade da Pedra, onde pessoas e dinossauros convivem (uma hipótese descartada por cientistas, que afirmam que os dinossauros foram extintos antes do surgimento da humanidade). Em Brucutu, há as terras de Moo (inspirada em Mu) e Lem (inspirada em Lemúria), esse último sendo o nome da aldeia de Piteco e de seus concidadãos.
Acusado de ser comunista, Maurício foi despedido pelo chefe de redação do jornal Folha de S.Paulo, retornando para Mogi das Cruzes; nesta época passou a apresentar um catálogo de suas tiras para fornecer aos jornais locais. Em 1962 é contratado pelo jornal carioca Tribuna da Imprensa, para o qual criou o personagem Piteco e sua turma.
A estreia de Piteco no jornal Tribuna da Imprensa ocorreu em 25 abril de 1962, na parte inferior da página 9.
Suas tirinhas permaneceram no Diário de São Paulo até 22 de julho de 1961, só retornando dois anos depois no dia 7 de fevereiro de 1963 no jornal Diário da Noite. O nome completo do personagem é Pithecanthropus erectus (da Silva) – Pithecanthropus Erectus sendo uma espécie do homo erectus, também conhecido como Homem de Java.

### Expansão dos personagens para o mundo editorial
Em 1970, Mauricio assina com a Editora Abril e lança a revista da Mônica, época em que personagens da turma do Piteco, do Horácio e do Astronauta passaram a ter histórias publicadas em revistas.
Os títulos vieram a ser transferidos para a Editora Globo em 1987, e em 2007 para a Panini Brasil.

### Em álbuns celebrativos
Em 2009, o personagem ganha releituras no álbum MSP 50: em uma história das de autoria do quadrinista Flávio Luiz, encontra-se com o Astronauta.
Em 2010, é lançado o segundo álbum, o MSP+50, em que Piteco é protagonista em três histórias, uma delas de Beto Nicácio (na qual Piteco ficou bastante parecido com o Wolverine, da Marvel Comics), uma por Emerson Lopes e outra de Fabio Ciccone (criador da webcomic Magias & Barbaridades).
Em 2011, é lançado o terceiro e último álbum, o MSP Novos 50, em que Piteco protagoniza duas histórias: uma produzida pelo quadrinista Luke Ross (conhecido por ilustrar quadrinhos para o mercado norte-americano) e a outra pelo quadrinista Alves, em novembro do mesmo ano, durante o Festival Internacional de Quadrinhos, Gusman anunciou que Piteco seria um dos personagens utilizados na linha Graphic MSP, o quadrinista Shiko (que participou do segundo álbum, onde criou uma história para Astronauta) ficou responsável pela graphic novel protagonizada pelo personagem, Batizada de Piteco - Ingá, fazendo referência a Pedra do Ingá na Paraíba, estado de origem do autor. Em junho de 2019, é lançado uma nova graphic novel intitulada Piteco - Fogo  por Eduardo Ferigato, que apresenta novos personagens, como Thala, a filha crescida de Piteco e Thuga, podendo ser considerado uma continuação de Ingá. Em dezembro de 2020, durante uma live para Comic Con Experience, foi anunciada mais uma graphic novel escrita e desenhada por Ferigato.  intitulada Piteco - Presas, a graphic novel foi lançada em dezembro de 2021.

### Livros
- Em 1965, Piteco ganhou um livro escrito por Mauricio para a Editora FTD.[29]

- Em 2019, em parceria com o McDonald's, um livro com duas histórias ilustradas Chico Bento: Amor de verão e Piteco: Viagem no Tempo foi um dos brindes do McLanche Feliz.[30]

### Em outras mídias
- Em 2007, Piteco aparece no filme animado Uma Aventura no Tempo onde encontra Mônica e Bidu através de uma viagem temporal.[31]

### Na cultura popular
Piteco foi escolhido para ilustrar a 35ª Mostra Internacional de Cinema de São Paulo.